# Château de Beaurevoir (Isère)
Pour les articles homonymes, voir Château de Beaurevoir (homonyme).
Ne doit pas être confondu avec Château de Sassenage.
Le château de Beaurevoir, aussi appelé à différentes époques château de Beauregard, ou château des Côtes, est un château français, situé sur la commune de Sassenage, en Isère, région Auvergne-Rhône-Alpes.
Le domaine a connu un premier château-fort féodal, construit au XIIe siècle et dont il reste encore quelques ruines dans le parc. Certaines pierres de l'ancien édifice furent utilisées pour construire le château actuel.

## Historique

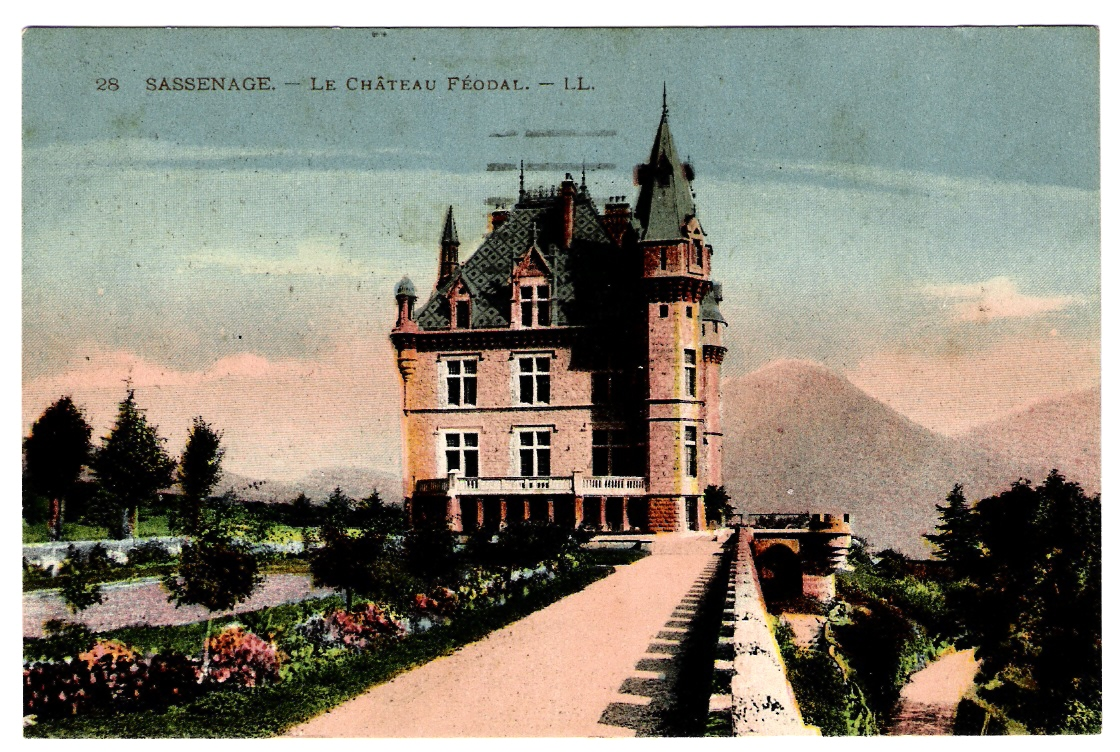
Chateau de Beaurevoir sur une carte postale du début du XXe siècle

L’ancien château féodal du XIIe siècle, disparu, était dénommé « château des Côtes ». Le château actuel, visible depuis le bourg de Sassenage fut construit en 1880 par les architectes grenoblois Chatrousse et Ricoud, sur ordres d'un riche industriel grenoblois, le gantier Alphonse Terray, grand père de l’alpiniste Lionel Terray (vainqueur de l’Annapurna). L'édifice fut édifié avec des pierres récupérées de l’ancien château féodal.
Quelques années après Beaurevoir, Alphonse Terray fait élever, au bout de sa propriété et sur un petit promontoire, un autre château, plus modeste, mais dans un style féodal, avec tours, tourelles, donjons, mâchicoulis et créneaux. Œuvre des mêmes architectes Chatrousse et Ricoud, il fut détruit par une explosion avant 1914, il n’en reste que des ruines.
Le château, propriété d’Alphonse Terray jusqu’en 1914, devient ensuite la propriété d’André Papet pour trois ans, puis de Paul Corbin, ingénieur en explosif. Il est ensuite acheté par la SNCF en 1948 qui y installe son service social et une école,.
À partir de 2013, à la suite d'une modification du PLU (plan local d'urbanisme), le château et son domaine sont l'objet d'un projet immobilier. Celui-ci, dénommé « Domaine de Beaurevoir », comprend un ensemble résidentiel de 93 logements construits à proximité du château.

## Architecture
Le château du XIXe siècle présente plusieurs particularités: 
1. il a été en grande partie construit avec des matériaux provenant de l'ancien château médiéval[5]
2. il est l'un des deux exemples d’une folie du XIXe siècle commandée par un industriel appartenant à la bourgeoisie grenobloise.
3. il a été utilisé pour sa construction (première mondiale) du ciment moulé, technique inventée à Sassenage par Louis Vicat. Travaillé sur une armature métallique, ce matériau imite à s’y méprendre, tantôt la pierre sculptée, tantôt le bois (par exemple en garde-corps et passerelles du belvédère sur le Furon). Le parc de 25 hectares reflète les capacités imitatives de ce type de ciment.

### Situation et accès
Le château domine le territoire de Sassenage, entre le bourg et son château et le quartier des Côtes de Sassenage. Propriété privée, l'édifice et son domaine ne sont pas ouverts aux visites.

## Dans la culture
De nombreuses scènes du films de Pascal Thomas, Le crime est notre affaire ont été  tournées durant l’hiver 2008 dans le  château et son domaine.